# 斯托克維爾 (內布拉斯加州)
斯托克維爾（英語：Stockville）是一個位於美國內布拉斯加州弗蘭蒂爾縣的村。根據2010年美國人口普查，該地共人口25人，而該地的面積約為0.68平方千米。同時該地也是弗蘭蒂爾縣的縣治。

## 地理
斯托克維爾的座標為40°32′00″N 98°23′04″W / 40.53333°N 98.38444°W，而該地的平均海拔高度為757米（即2428英尺）。